# Mangan(II)-carbonat
Mangan(II)-carbonat ist eine chemische Verbindung aus der Gruppe der Manganverbindungen und Carbonate.

## Vorkommen
Natürlich kommt Mangan(II)-carbonat als Mineral Rhodochrosit vor.

## Gewinnung und Darstellung
Mangan(II)-carbonat kann durch Reaktion von gelösten Mangan(II)-chlorid mit alkalischen Carbonaten (z. B. mit einer Lösung aus Ammoniumcarbonat und Ammoniumchlorid) gewonnen werden).
{\displaystyle {\ce {MnCl2 + (NH4)2CO3 -> MnCO3 + 2 NH4Cl}}}
Mangancarbonat kann auch durch Reaktion von Mangan(II)-chlorid mit Natriumcarbonat in einem geschlossenen Rohr bei 150 °C gewonnen werden, wobei ein amorphes Pulver entsteht. Das Hydrat kann durch Zugabe von Natriumcarbonat zu einem Mangansalzlösung hergestellt werden, wobei es als weißer Niederschlag entsteht. Ebenfalls möglich ist die Synthese durch die Reaktion von Mangansulfat und Ammoniumhydrogencarbonat in Lösung. Weiterhin ist ein hydrothermaler Reduktionsweg bekannt, bei dem Mangancarbonat-Nanokristalle unter Verwendung von Glycol/Glycerin und Kaliumpermanganat hergestellt werden. Für die Synthese von Mangancarbonat in einem hydrothermalen System ist ein konventioneller und einfacher Weg durch die Verwendung von Hydrazinhydrat als Komplexbildner und Mangan(II)-chlorid als Reaktant bekannt.
{\displaystyle {\ce {MnCl2 + 2N2H4*H2O -> MnCl2(N2H4)2 + 2H2O}}}
{\displaystyle {\ce {MnCl2(N2H4)2 + 2N2H4*H2O + 2 CO2}}}
{\displaystyle {\ce {-> Mn(NH2NHCO2)2(N2H4)2 + 2HCl + 2H2O}}}
{\displaystyle {\ce {Mn(NH2NHCO2)2(N2H4)2 + 2NaOH + 4H2O}}}
{\displaystyle {\ce {-> MnCO3 + Na2CO3 + 4N2H4*H2O}}}

## Eigenschaften
Mangan(II)-carbonat ist ein in reinem Zustand farbloser, leicht oxidiert bereits ein hellbrauner (als Mineral rosa bis roter) geruchloser Feststoff. Ab einer Temperatur von 180 °C zersetzt es sich an der Luft, wobei Manganoxide und Kohlendioxid frei werden.
{\displaystyle {\ce {2 MnCO3 + O2 -> 2 MnO2 + 2 CO2}}}
{\displaystyle {\ce {4 MnCO3 + O2 -> 2 Mn2O3 + 4 CO2}}}

## Verwendung
Mangan(II)-carbonat wird als Düngemittelzusatz, Zusatz zur Verbesserung der dielektrischen Eigenschaften von Bariumtitanat und zur Herstellung von Ferriten und anderen Manganverbindungen verwendet. Das Monohydrat wird auch zur Färbung (lila bis violett) von Keramik eingesetzt.
Durch die Umsetzung von Mangan(II)-carbonat mit Bromwasserstoff ist die Herstellung von Mangan(II)-bromid möglich.
{\displaystyle {\ce {MnCO3 + 2 HBr -> MnBr2 + CO2 + H2O}}}